# Bélmegyer

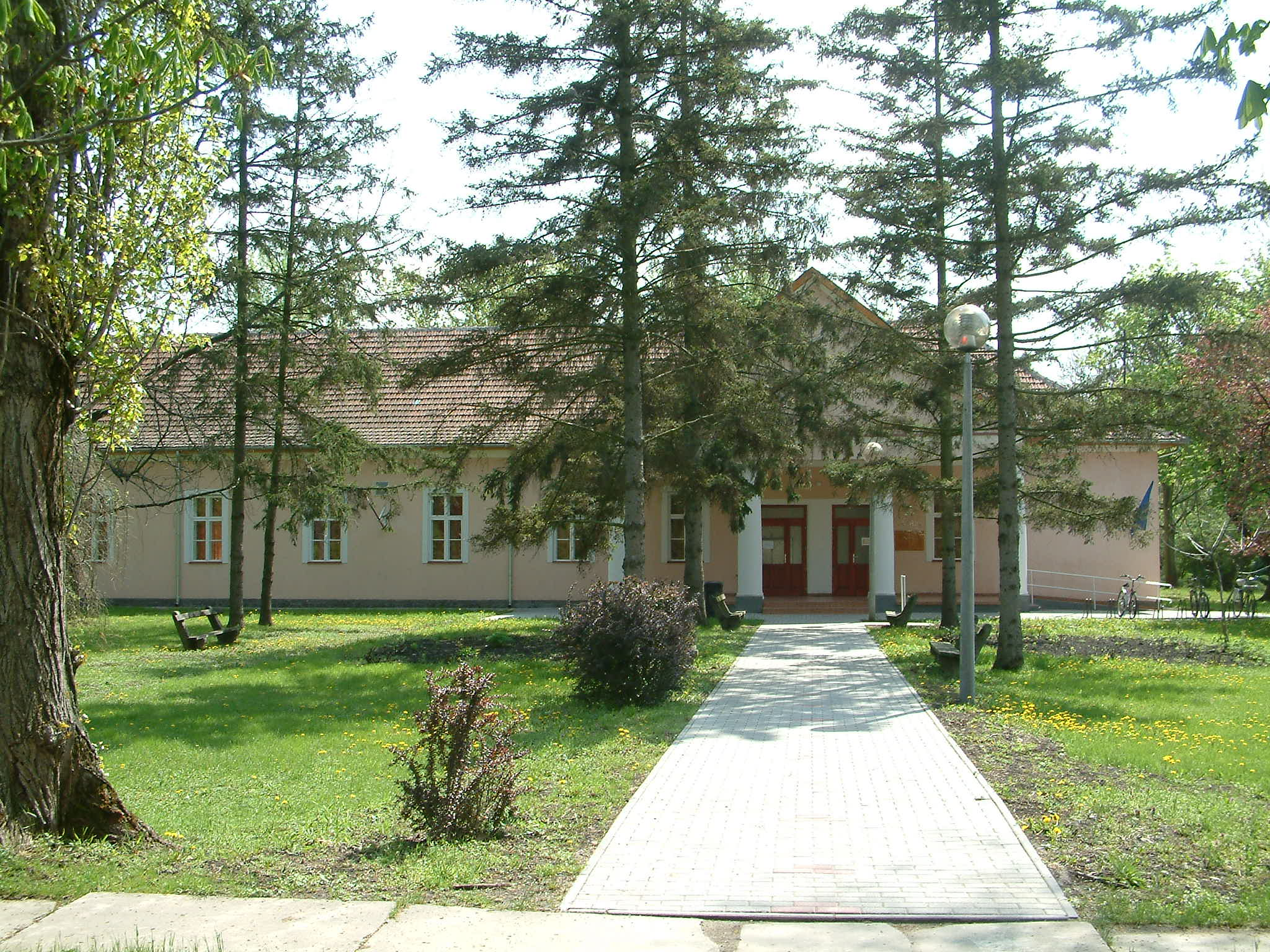
Kulturní dům

Bélmegyer je obec v jihovýchodním Maďarsku. Leží v župě Békés v okrese Békés, asi 25 km od Békéscsaby. Má rozlohu 6305 ha a v roce 2015 zde žilo 968 obyvatel. V roce 2001 se téměř 100 % z nich přihlásilo k maďarské národnosti.
První písemná zmínka pochází z roku 1346, místo však bylo osídleno již o několik století dříve: sídlil zde jeden ze staromaďarských kmenů, Megyerové.
V blízkosti obce leží dva lovecké zámečky, Wenckheim a Kárász, jenž pochází z 50. let 19. století.

## Vývoj počtu obyvatel
| Rok            | 1983 | 1990 | 2001 | 2010 | 2015 |
| -------------- | ---- | ---- | ---- | ---- | ---- |
| Počet obyvatel | 1583 | 1354 | 1163 | 1035 | 968  |